# Egzosomy
Egzosomy (ang. exosomes) – należące do, pęcherzyków zewnątrzkomórkowych, sferyczne pęcherzyki błonowe, wydzielane przez większość komórek eukariotycznych. 
Ich zawartość (ang. cargo) mogą stanowić różne cząsteczki biologiczne (białka, lipidy, DNA czy RNA). Odgrywają one istotną rolę zarówno w stanach fizjologicznych, jak i chorobowych (reakcje immunologiczne, nowotwory). 
Pełnią rolę w komunikacji międzykomórkowej, odgrywając istotną funkcję modulacji działania komórek „odbiorców” egzosomów. 
Średnica egzosomów osiąga ok. 30-100 nm.
Wyniki niektórych prac doświadczalnych wskazują na możliwość przenoszenia w organizmie egzogennych mikrocząstek plastiku PET w egzosomach, co ma wpływ na niektóre białka i szlaki sygnałowe. 

## Powstawanie egzosomów
Powstawanie egzosomów rozpoczyna się od procesu endocytozy i tworzenia wczesnych endosomów. Endosomy wędrują w głąb komórki (endosomy późne), a przez wgłobianie ich błony, w świetle endosomu powstają wewnętrzne pęcherzyki, określane jako intraluminal vesicles (ILVs), które stają się prekursorami egzosomów. Te prekursory otrzymują jako swoją treść (ang. cargo) specyficzne składniki komórkowe (np. białka, peptydy, lipidy, ssDNA, mRNA). Endosomy z intraluminal vesicles we wnętrzu zyskują miano ciałek wielopęcherzykowatych (ang. multivesicular bodies, MVBs), które przemieszczają się do powierzchni komórki. Tam ich błona ulega łączeniu z błoną komórki, a ich zawartość zostaje uwolniona przez egzocytozę na zewnątrz. Uwolnione na zewnątrz pęcherzyki stają się egzosomami.